# Poemenia taiwana
Poemenia taiwana là một loài tò vò trong họ Ichneumonidae.